# Nehnang Samten Choling
Nehnang Samten Choling est un centre d'étude et de méditation bouddhiste situé près de Plazac en Dordogne.

## Histoire
À la suite de la visite en France du 16e karmapa, Rangjung Rigpe Dorje en 1974, Gérard Godet (1923-2010) offrit en 1975, la propriété des Tranchats, près de la vallée de la Vézère et de Plazac au 10e Pawo Rinpoché. Il y fonda un ermitage et son siège occidental, qu'il nomma Nehnang Samten Choling, signifiant « Le Lieu intérieur, le jardin du Dharma de la méditation », consacré aux retraites du Mahamudra.
Après la mort du 10e Pawo Rinpoché en 1991, le centre fut placé sous la protection du 12e Gyaltsab Rinpoché, un des régents du karmapa, Gérard Godet en assurant la direction.  
Le 11e et actuel Pawo Rinpoché, Tsouglag Mawéi Drayang, est né en 1993 à Nagchu au Tibet.
Nehnang Samten Choling est membre de l'Union bouddhiste de France.